# Langrisser
Langrisser (ラングリッサー, Rangurissā) est une série de jeux vidéo appartenant au genre Tactical RPG créée par Masaya Games . La principale équipe de développement est Career Soft, d'abord en tant que Team Career au sein de Masaya Games pour les trois premiers jeux, puis en tant que studio indépendant pour Langrisser IV et V. Visuellement, l'univers dans lequel se déroule cette série est influencé par la Fantasy Germanique, mais pour ce qui est du contexte historique, elle utilise des concepts religieux comme le dualisme et le culte de l'épée.
Après la séparation entre Masaya et Carrer qui survient après la sortie de Langrisser V, Career Soft produit une suite non officielle aux Langrisser avec la série des Growlanser, publiée et détenue par Atlus, tandis que Masaya produit Langrisser Millenium avec une autre équipe de développement (Santa Entertainment).

## Système de jeu
Langrisser est divisé en scénarios, chacun révélant une partie de l'histoire par le biais d'interactions lors des combats. La série se distingue des autres jeux de rôle tactiques de son époque grâce à des batailles à grande échelle, dans lesquelles le joueur peut contrôler plus de trente unités à la fois et se battre contre des dizaines d'ennemis.

### Système de combat
Au début du combat, on positionne les commandants militaires sur la carte du jeu et on recrute les unités qui vont combattre sous leurs ordres. Le combat suit toujours un système de tours. Dans les deux premiers jeux, n'importe quelle unité peut être déplacée à tout moment de votre tour, mais chaque unité ne peut être déplacée qu'une seule fois. Dans les deux derniers jeux de la série, une horloge limitant le temps de réflexion est introduite et les unités sont déplacées à tour de rôle en fonction de l’agilité. La classe du commandant d'une unité fixe le rayon de sa portée de sa zone de commandement. Les unités qui combattent dans cette zone de commandement reçoivent un bonus en termes d'attaque et de défense en raison de leur proximité physique avec le commandant. Les commandants peuvent récupérer des points de vie en utilisant une commande spécifique, qui change en fonction du jeu. Dans le premier jeu, la commande Traiter permet de récupérer 3 points de vie, puis, dans les opus suivants, la commande Traiter est remplacée par la commande Réparer qui permet de récupérer 3 points de vie (HP) et 2 points de magie. Les troupes d'un commandant récupèrent leurs points de vie en se positionnant directement autour dudit commandant, chacune récupérant 3 HP au début d'un tour.
Les unités fonctionnent sur un système d'affinité, qui réparti les forces et les faiblesses comme suit :
- Les unités volantes sont fortes face aux soldats mais faibles face aux archers.
- Les soldats sont forts face aux piquiers mais faibles face à la cavalerie.
- La cavalerie est forte face aux soldats mais faible face aux piquiers.
- Les unités sacrées sont fortes contre les unités démoniaques.
- Les unités de marins bénéficient d’un avantage tactique lorsqu’elles attaquent depuis l’eau.

Le moteur de jeu utilisé dans Langrisser III constitue un changement considérable par rapport au reste de la série, reposant sur des combats en masse entre le peloton entier d'un commandant et celui de son ennemi.

### Non-linéarité
À partir de Der Langrisser, la série offre un gameplay non-linéaire, avec divers embranchements dans les scénarios et des fins multiples . A titre d'exemple, dans Der Langrisser, les choix et les actions du joueur influencent le déroulement de l'histoire, jusqu'à lui faire suivre une des quatre voies possible, soit en rejoignant une des trois factions existant dans le jeu, soit en luttant contre elles. Chacun des quatre chemins mène à une fin différente et il y a plus de 75 scénarios possibles. Langrisser III, lui, introduit un système de relations entre les personnages similaire a ceux présent dans les jeux de drague. En fonction des choix et des actions du joueur, les sentiments des alliées envers le personnage changeront, et ce dernier finira par se retrouver en couple avec l'alliée dont il est le plus proche.

## Trame
L'univers de la série des jeux Langrisser baignent dans une mythologie dualiste.
Depuis des temps immémoriaux, El Sallia, a été influencé par le pouvoir des "dieux". Les dieux maléfiques étaient à l'origine une tribu et, au fil du temps, l'un d'eux a accédé au pouvoir pour dominer tous les autres. C'était le dieu noir, Chaos, vénéré par la tribu des démons. Inversement, Lushiris, une déesse de la lumière, était vénérée par les humains. Chaque dieu avait son propre avatar pour exercer son pouvoir dans le monde humain et le préparer à sa venue. L'avatar de Chaos est Böser (en allemand : "le malin"), un prince des ténèbres qui est, littéralement, l'âme emprisonnée d'un humain maudit. L'avatar de Lushiris est Jessica, une magicienne. Chaque avatar s'est vu confier une épée qui porte le poids des pouvoirs des dieux. Böser est responsable d'Alhazard et Jessica est responsable de Langrisser. En choisissant un champion pour les épées à chaque époque, ils influencent le monde dans une série de guerres sans fin. Langrisser elle-même est une copie d'Alhazard, une épée forgée dans les temps anciens et liée à l'âme de Sieghart, le premier roi à gouverner Elthlead, appelé plus tard Baldea, en tant que Descendant de la Lumière.
La série a des liens avec les jeux de stratégie antérieurs de la Team Career. Les scénarios d' Elthlead et de sa suite Gaia no Monshō (tous deux publiés en 1987) dépeignent les combats de Sieghart contre Böser pour le pouvoir de Gaia, qui sert de trame de fond au premier Langrisser (Böser apparaissant comme l'antagoniste des trois jeux). L'ancien mecha titulaire de Gaiflame (un jeu qui se situe dans un futur lointain) fait son apparition dans Langrsser IV avec d'autres mecha utilisés par le joueur dans le même jeu.

## Liste des jeux
Ce qui suit est une liste complète des produits Langrisser
Remarque: les titres décalés vers la droite sont des remakes
Série principale
- Langrisser (1991 : Mega Drive)
  - Langrisser: Hikari no Matsuei (1993 : PC Engine Super CD-ROM²)
  - Langrisser I (1998 : Windows)
- Langrisser II (1994 : Mega Drive)
  - Der Langrisser (1995 : Super Famicom)
  - Der Langrisser FX (1996 : PC-FX)
  - Langrisser II (1998 : Windows)
- Langrisser III (1996 : Sega Saturn; 1998: Windows; 2005: PlayStation 2)
- Langrisser IV (1997 : Sega Saturn)
- Langrisser V: The End of Legend (1998 : Sega Saturn)
- Langrisser Mobile (22 janvier 2019 : Android et iOS)

Jusqu'en 2016, le seul jeu de la série à avoir été officiellement traduit en anglais était le premier Langrisser, publié sous le titre Warsong sur la Genesis, soit la version américaine de la Mega Drive. Cependant, des traductions réalisées par des fan de Langrisser II (Mega Drive), Der Langrisser (Super Famicom) et Langrisser IV (PlayStation) ont été publiées en ligne. Langrisser Re: Incarnation, la reprise de la série sur Nintendo 3DS, a été traduite par Aksys Games en 2016. Langrisser Mobile de Zlongames, sorti le 22 janvier 2019 pour les plateformes iOS et Android, est une suite directe de Langrisser V.
Série Millennium
- Langrisser Millennium (1999 : Dreamcast, Windows)
- Langrisser Millennium : Le Dernier Siècle (2000 : WonderSwan)

Autres jeux
- Langrisser Tri-Swords (2012 : Windows)
- Langrisser Schwarz (TBA : Windows)
- Langrisser Re: Incarnation Tensei (2015 : Nintendo 3DS)

Compilations
- Langrisser I & II (1997 : PlayStation)
- Langrisser: Dramatic Edition (1998 : Sega Saturn)
- Langrisser IV & V: Final Edition (1999 : PlayStation)
- Langrisser Tribute (1998 : Sega Saturn)
- Langrisser I & II (2019 : PlayStation 4 et Nintendo Switch)

Langrisser: Dramatic Edition est un portage de Langrisser et Langrisser II pour la Sega Saturn. Ce portage n'est pas basé sur les jeux originaux, mais sur les versions qui ont porté sur Windows par Unbalance en 1998. Langrisser Tribute est un coffret contenant les cinq jeux qui est sorti sur Sega Saturn.